# Video Display Controller

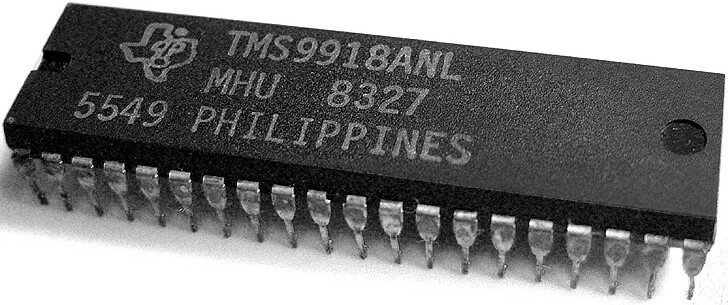
Un xip gràfic TMS9918A, utilitzat en el MSX.

Un Video Display Controller (Controlador de pantalla de vídeo) o VCD és un circuit integrat que és l'element principal d'un generador de senyal de vídeo, un dispositiu encarregat de la producció d'un senyal de vídeo en un televisor o sistema de videojoc. Alguns VCDs també generen un senyal de so, però en aquest cas no és la seva funció principal.
VCDs s'utilitzaven més sovint als antics ordinadors domèstics dels anys 80, però també en alguns dels primers sistemes de videojocs.
El VDC sempre és el principal component de la lògica de generadors de senyal de vídeo, però a vegades també hi ha altres xips que van donar suport, com RAM per a guardar les dades dels píxels, ROM per mantenir les fonts de caràcters, o una mica de lògica discreta, com registres de desplaçament van ser necessaris per construir un sistema complet. En qualsevol cas, és responsabilitat del VDC generar el ritme dels senyals de vídeo necessaris, com els senyals de sincronització horitzontal i vertical, i el senyal d'interval de supressió.
Més sovint, el xip VDC està completament integrat en la lògica del sistema informàtic principal, (la seva RAM de vídeo apareix al mapa de memòria de la CPU principal), però de vegades funciona com un coprocessador que pot manipular el contingut de la RAM de vídeo de forma independent.